# The Society of Mind
Society of Mind är en bok av Marvin Minsky från 1986. Boken handlar om artificiell intelligens och om Minskys teori om naturlig intelligens, som har samma namn som boktiteln.  